# Pere Carreras i Robert

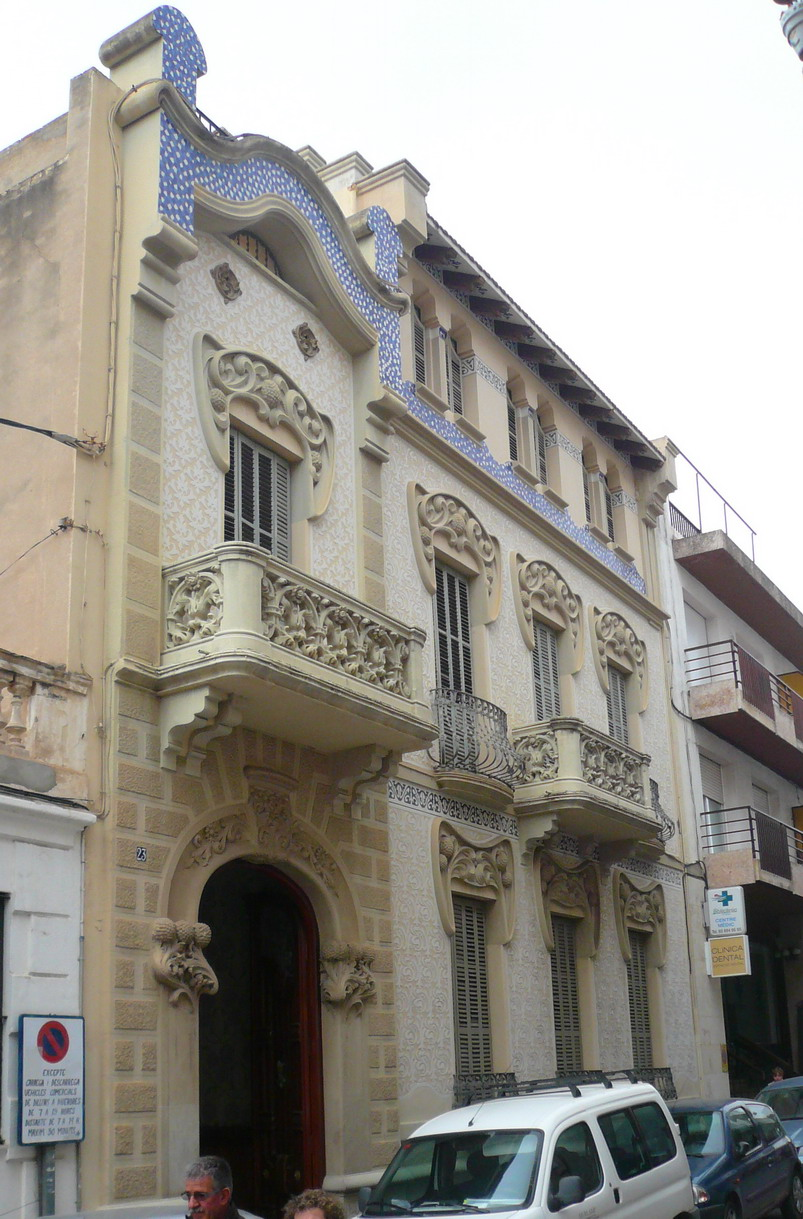
La casa Pere Carreras i Robert, a Sitges

Pere Carreras i Robert (Sitges, 1861 – Camagüey, Cuba, 1915 va ser un comerciant "indiano".
Com tant d'altres sitgetans de la seva època, emigrà a Cuba per a dedicar-s'hi al comerç. S'establí a Nuevitas, on va ser soci-gerent de l'empresa "Carreras Hnos. y Compañía", fundada el 1870 pel seu germà Josep, que es dedicava a importació-exportació i a la consignació naviliera. Pere Carreras també va ser soci comanditari de la societat "Ortiz, Álvarez y Compañía", també de Nuevitas.
L'any 1907 es va fer construir una magnífica casa a Sitges, obra de l'arquitecte modernista Josep Pujol i Brull (Casa Pere Carreras i Robert), per establir-se a la seva població natal. El clima, però, i la societat sitgetana de l'època no satisferen la seva esposa, i el matrimoni tornà definitivament a Cuba.